# Morris Lukowich
Morris Eugene Lukowich (né le 1er juin 1956 à Speers dans la province de Saskatchewan au Canada) est un joueur professionnel canadien de hockey sur glace. Il évoluait au poste d'ailier gauche.

## Biographie
Après avoir joué durant trois saisons avec les Tigers de Medicine Hat au niveau junior, il est repêché par les Penguins de Pittsburgh au 47e rang lors du repêchage amateur de la LNH 1976. Durant la même année, les Aeros de Houston le sélectionnent au 22e rang durant le repêchage amateur de l'Association mondiale de hockey, ligue en concurrence avec la LNH. 
Alors qu'il tente de commencer une carrière professionnelle, les deux équipes ayant repêché Lukowich lui offrent le même montant d'argent pour évoluer avec leur équipe. Après avoir passé une semaine à Houston avec son idole d'enfance Gordie Howe et ses fils Marty et Mark, il opte finalement de jouer pour les Aeros à cause de l'opportunité de pouvoir jouer avec Gordie Howe et de l'intérêt que porte l'équipe sur Lukowich,.
Après avoir joué deux saisons avec les Aeros, il rejoint les Jets de Winnipeg via transaction durant l'été 1978. Il marque 65 buts et réalise un total de 99 points et aide l'équipe à remporter la Coupe Avco après avoir vaincu les Oilers d'Edmonton en finale.
En 1979, l'AMH cesse ses activités et les Jets rejoignent la LNH. Avant le repêchage d'expansion de la LNH 1979, ses droits reviennent aux Penguins, mais les Jets le récupèrent par la suite comme sélection prioritaire. Durant ses six saisons avec les Jets dans la LNH, prend part à deux reprises au Match des étoiles de la LNH (1980 et 1981). Il a également joué avec l'équipe du Canada lors du championnat du monde en 1981.
Il est échangé durant la saison 1984-1985 aux Bruins de Boston contre Jim Nill. Il joue une trentaine de parties au total avec les Bruins avant d'être réclamé au ballotage par les Kings de Los Angeles la saison suivante.
Après la saison 1986-1987, il quitte la LNH et part jouer en Italie avec le HC Merano. Il joue par la suite quatre autres saisons en Suisse pour trois clubs différents avant de se retirer de la compétition.

## Vie personnelle
Ses cousins Bernie et Brad Lukowich sont également des joueurs de hockey professionnels. Son frère, Ed Lukowich, pratique le curling et a remporté une médaille de bronze olympique en 1988 dans ce domaine.

## Statistiques

### En club
| Saison     | Équipe                 | Ligue      |     | Saison régulière | Saison régulière | Saison régulière | Saison régulière | Saison régulière |   | Séries éliminatoires | Séries éliminatoires | Séries éliminatoires | Séries éliminatoires | Séries éliminatoires |
| Saison     | Équipe                 | Ligue      | PJ  | B                | A                | Pts              | Pun              | PJ               | B | A                    | Pts                  | Pun                  |                      |                      |
| 1973-1974  | Tigers de Medicine Hat | WCJHL      | 65  | 13               | 14               | 27               | 55               | 6                | 1 | 1                    | 2                    | 21                   |                      |                      |
| 1974-1975  | Tigers de Medicine Hat | WCJHL      | 70  | 40               | 54               | 94               | 111              | 5                | 4 | 1                    | 5                    | 2                    |                      |                      |
| 1975-1976  | Tigers de Medicine Hat | WCJHL      | 72  | 65               | 77               | 142              | 195              | 9                | 5 | 8                    | 13                   | 20                   |                      |                      |
| 1976-1977  | Aeros de Houston       | AMH        | 68  | 27               | 18               | 45               | 67               | 11               | 6 | 4                    | 10                   | 19                   |                      |                      |
| 1977-1978  | Aeros de Houston       | AMH        | 80  | 40               | 35               | 75               | 131              | 6                | 1 | 2                    | 3                    | 17                   |                      |                      |
| 1978-1979  | Jets de Winnipeg       | AMH        | 80  | 65               | 34               | 99               | 119              | 10               | 8 | 7                    | 15                   | 21                   |                      |                      |
| 1979-1980  | Jets de Winnipeg       | LNH        | 78  | 35               | 39               | 74               | 77               | -                | - | -                    | -                    | -                    |                      |                      |
| 1980-1981  | Jets de Winnipeg       | LNH        | 80  | 33               | 34               | 67               | 90               | -                | - | -                    | -                    | -                    |                      |                      |
| 1981-1982  | Jets de Winnipeg       | LNH        | 77  | 43               | 49               | 92               | 102              | 4                | 0 | 2                    | 2                    | 16                   |                      |                      |
| 1982-1983  | Jets de Winnipeg       | LNH        | 69  | 22               | 21               | 43               | 67               | -                | - | -                    | -                    | -                    |                      |                      |
| 1983-1984  | Jets de Winnipeg       | LNH        | 80  | 30               | 25               | 55               | 71               | 3                | 0 | 0                    | 0                    | 0                    |                      |                      |
| 1984-1985  | Jets de Winnipeg       | LNH        | 47  | 5                | 9                | 14               | 31               | -                | - | -                    | -                    | -                    |                      |                      |
| 1984-1985  | Bruins de Boston       | LNH        | 22  | 5                | 8                | 13               | 21               | 1                | 0 | 0                    | 0                    | 0                    |                      |                      |
| 1985-1986  | Bruins de Boston       | LNH        | 14  | 1                | 4                | 5                | 10               | -                | - | -                    | -                    | -                    |                      |                      |
| 1985-1986  | Kings de Los Angeles   | NHL        | 55  | 11               | 9                | 20               | 51               | -                | - | -                    | -                    | -                    |                      |                      |
| 1986-1987  | Kings de Los Angeles   | NHL        | 60  | 14               | 21               | 35               | 64               | 3                | 0 | 0                    | 0                    | 8                    |                      |                      |
| 1987-1988  | HC Merano              | Serie A    | 23  | 16               | 31               | 47               | 46               | -                | - | -                    | -                    | -                    |                      |                      |
| 1988-1989  | HC Coire               | LNB        | 9   | 16               | 10               | 26               | 14               | 2                | 1 | 1                    | 2                    | 2                    |                      |                      |
| 1989-1990  | SC Rapperswil-Jona     | LNB        | 32  | 30               | 37               | 67               | 73               | 6                | 1 | 2                    | 3                    | 4                    |                      |                      |
| 1991-1992  | EHC Bülach             | LNB        | 4   | 3                | 2                | 5                | 6                | -                | - | -                    | -                    | -                    |                      |                      |
| 1991-1992  | EHC Bülach             | LNB        | 35  | 16               | 18               | 34               | 121              | 4                | 0 | 1                    | 1                    | 6                    |                      |                      |
| Totaux LNH | Totaux LNH             | Totaux LNH | 582 | 199              | 219              | 418              | 584              | 11               | 0 | 2                    | 2                    | 24                   |                      |                      |

### En équipe nationale
| Année | Compétition          |   | PJ | B | A | Pts | Pun      |  | Résultat |
| 1981  | Championnat du monde | 8 | 2  | 1 | 3 | 4   | 4e place |  |          |

## Trophées et honneurs personnels
- 1975-1976 : nommé dans la première équipe d'étoiles de la WCJHL.
- 1978-1979 : champion de la Coupe Avco avec les Jets de Winnipeg.
- 1979-1980 : participe au 32e Match des étoiles de la LNH.
- 1980-1981 : participe au 33e Match des étoiles de la LNH.